# Fryderyk August II Wettyn
Fryderyk August II, właśc. Fryderyk August Albert Maria Klemens Józef Wincenty Alojzy Nepomucen Jan Baptysta Mikołaj Rafał Piotr Ksawery Franciszek de Paula Wenancjusz Feliks Wettyn (ur. 18 maja 1797 w Pillnitz, zm. 9 sierpnia 1854 w Brennbüchel, Tyrol, Cesarstwo Austriackie) – król Saksonii w latach 1836–1854.

## Życiorys
Syn Maksymiliana Wettyna i Karoliny Burbon-Parmeńskiej. Od najmłodszych lat Fryderyk August wykazywał duże zainteresowanie sprawami wojskowymi, ukształtowane w okresie wojen napoleońskich. Poza wojskiem interesował się botaniką czemu dał wyraz pisząc pracę Flora Marienbadensis wydaną w 1837 roku. Dużo spacerował po górach. Najpierw w Niemczech, a potem także we Włoszech, Szwajcarii, Dalmacji, Czarnogórze, Anglii i Szkocji.
Tron objął po śmierci swojego stryja Antoniego Klemensa. Jako człowiek sympatyczny i bardzo inteligentny szybko zyskał uznanie swoich poddanych. 17 marca 1832 roku wydał edykt w myśl którego chłopi zwolnieni zostali z pracy przymusowej i poddaństwa. Pod wpływem nastrojów rewolucyjnych z lat 1848–1849 mianował ministrami ludzi o poglądach bardziej liberalnych, zniósł cenzurę i zmienił prawo wyborcze. W czasie Wiosny Ludów dnia 28 kwietnia 1849 otworzył po raz pierwszy obrady parlamentu. Później jednak nakazał krwawo tłumić wystąpienia powstańcze w stolicy, Dreźnie.
26 września 1819 w Wiedniu poślubił per procura swoją kuzynkę – arcyksiężniczkę Marię Karolinę Habsburg, córkę cesarza Franciszka II Habsburga i jego drugiej żony Marii Teresy Burbon-Sycylijskiej. Potem 7 października 1819 w Dreźnie poślubił ją osobiście. Para nie miała dzieci, a po jej śmierci ponownie wstąpił w związek małżeński – 24 kwietnia 1833 z Marią Anną Wittelsbach, córką króla Bawarii Maksymiliana I Józefa i jego drugiej żony Karoliny Fryderyki Badeńskiej.

## Śmierć
Dnia 8 sierpnia 1854 roku podczas wycieczki w Tyrolu doszło do nieszczęśliwego wypadku. Konie, którymi jechał król spłoszyły się. Monarcha upadł i uderzył się w głowę. Zmarł dzień później, 9 sierpnia. Został pochowany w Katedrze Świętej Trójcy w Dreźnie. W miejscu nieszczęśliwego wypadku wdowa po Fryderyku Auguście II, królowa Maria, ufundowała pamiątkową kaplicę.

## Galeria

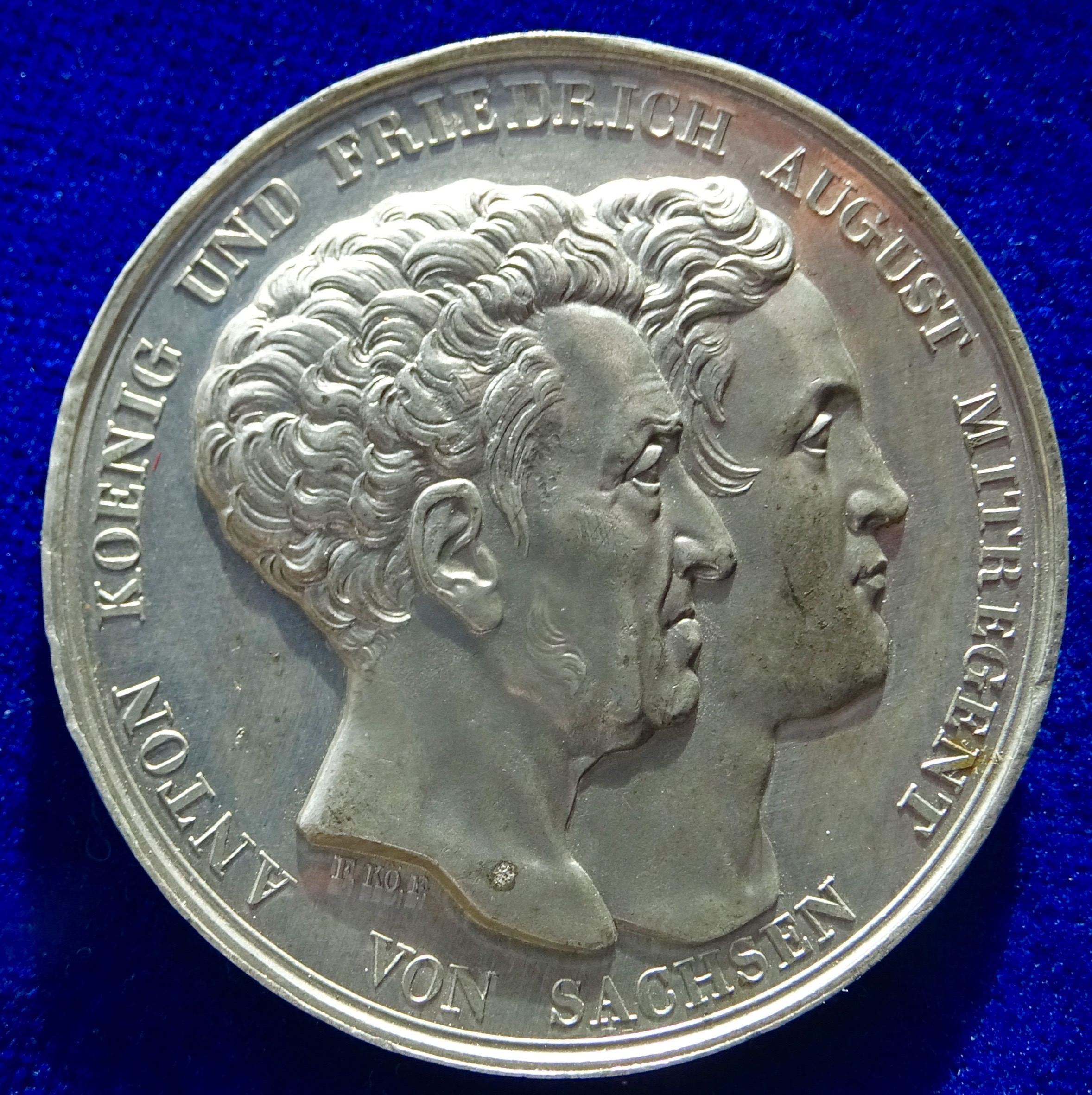
Medal przedstawiający króla Antoniego i następcę tronu Fryderyka Augusta wybity z okazji nadania Saksonii Konstytucji w 1831 roku
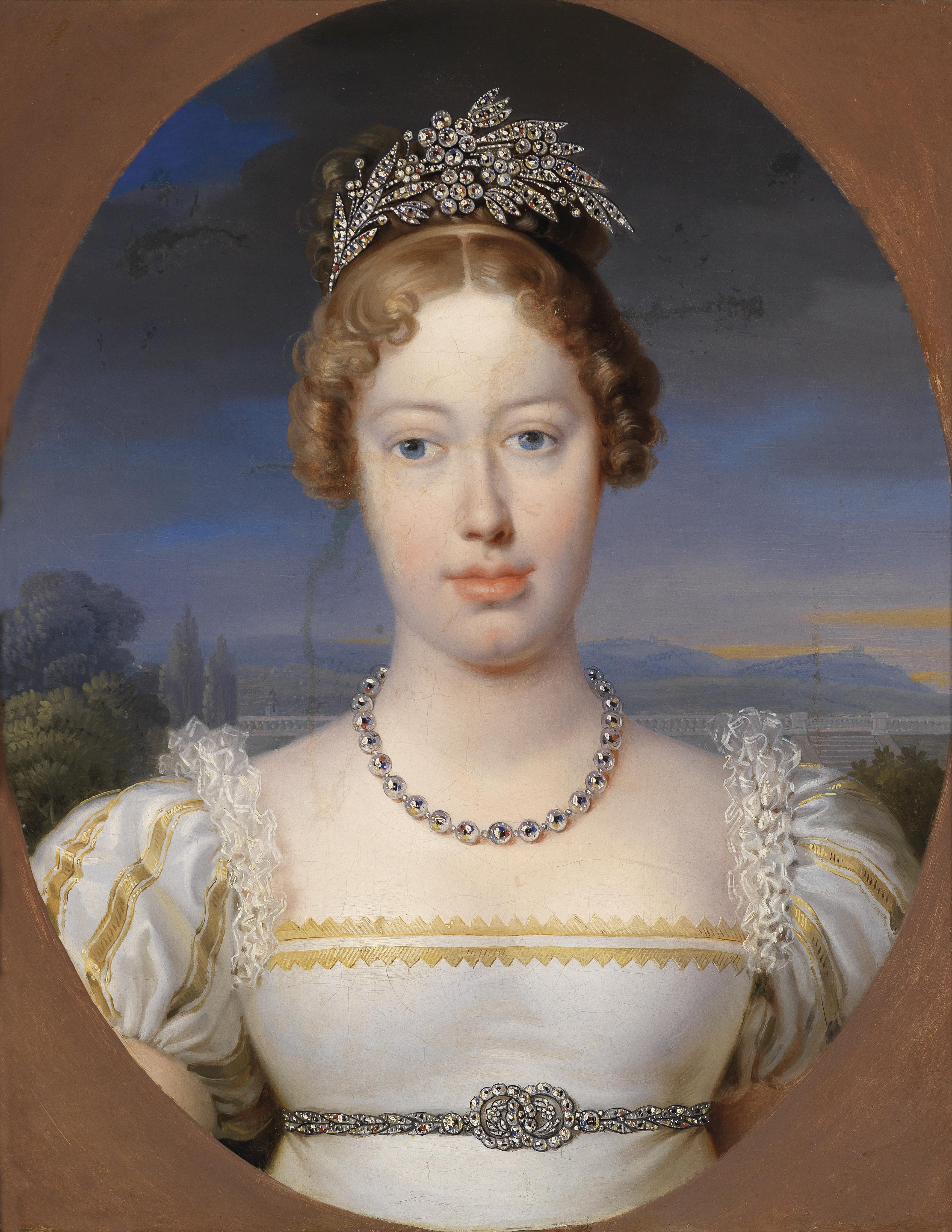
Maria Karolina Habsburg-Lothringen (pierwsza żona Fryderyka Augusta)
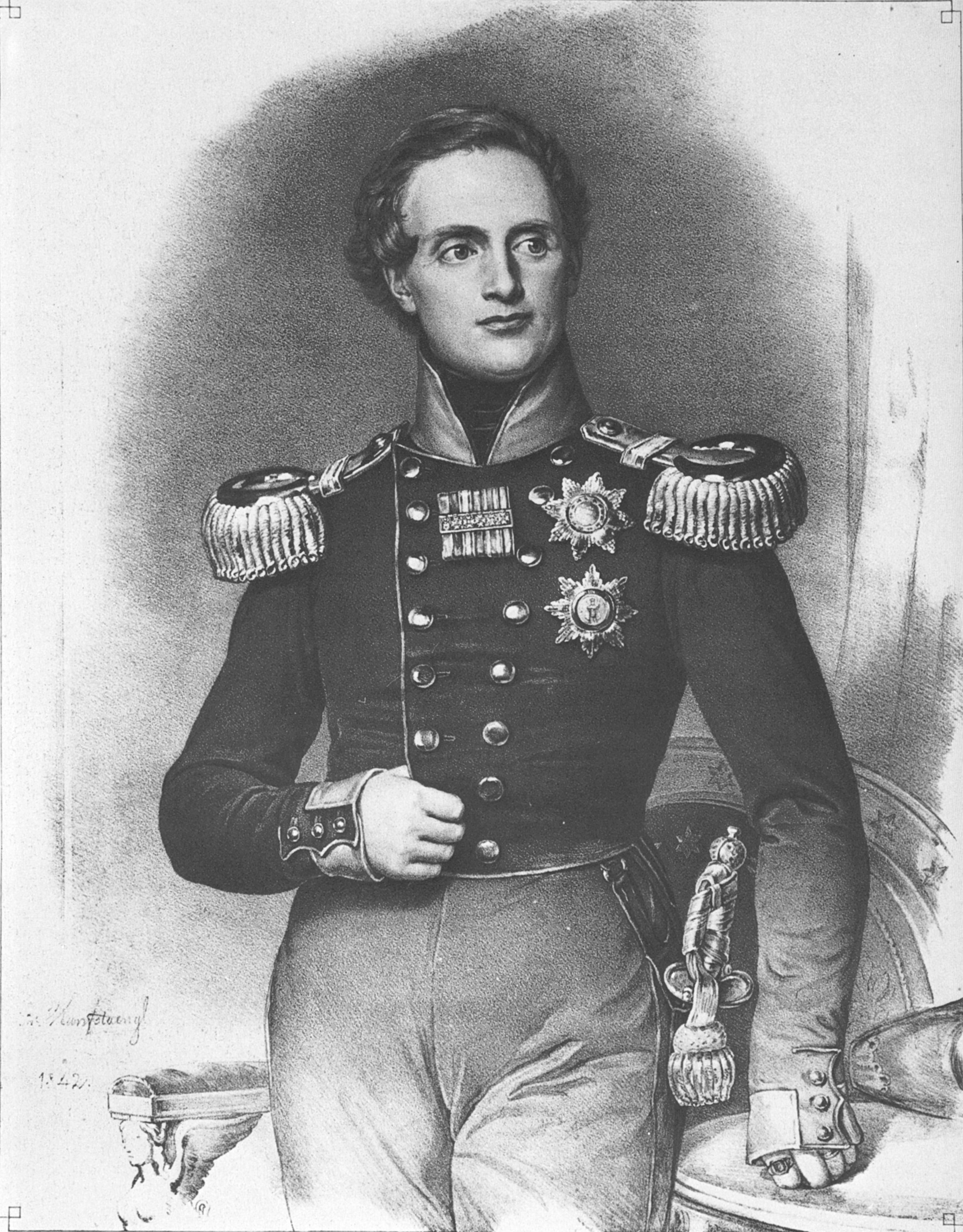
Fryderyk August II w 1842 roku
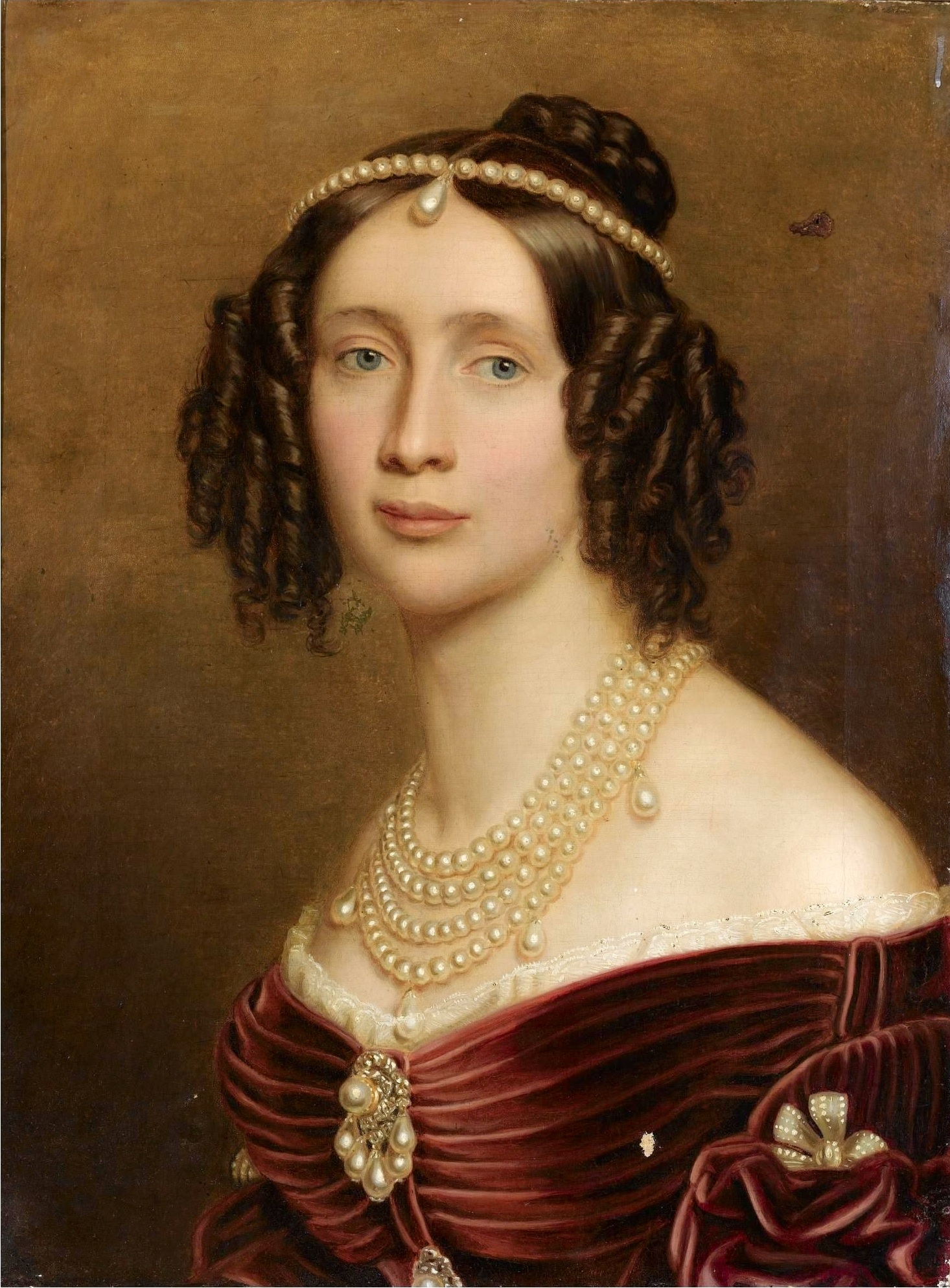
Maria Anna Wittelsbach (druga żona Fryderyka Augusta)
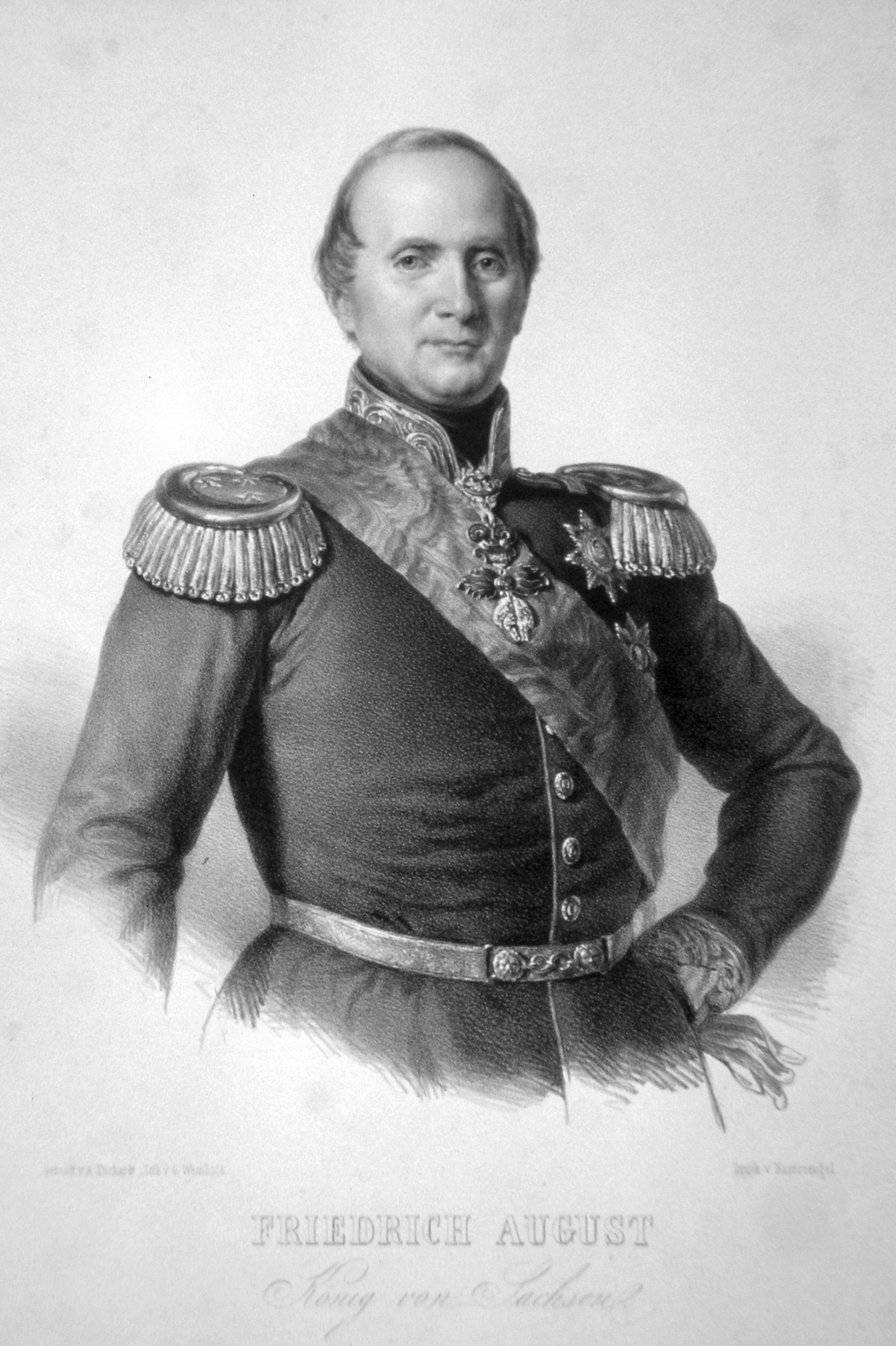
Fryderyk August II około 1850 roku

## Odznaczenia
- Wielki Mistrz Orderu Korony Rucianej (Saksonia)[2]
- Wielki Mistrz Orderu Wojskowego św. Henryka (Saksonia)[2]
- Wielki Mistrz Orderu Zasługi Cywilnej (Saksonia)[2]
- Wielki Mistrz Orderu Alberta (Saksonia) – fundator w 1850
- Order Złotego Runa (Austria)
- Order Podwiązki (Wielka Brytania)
- Order Najwyższy Świętego Zwiastowania nadany w 1843 r. przez Karola Alberta króla Sardynii[3]

## Genealogia
| Prapradziadkowie                                     | król Polski August II Mocny (1670–1733) ∞ 1693 Krystyna Eberhardyna Hohenzollern (1671–1727)        | cesarz rzymsko-niemiecki Józef I Habsburg (1678–1711) ∞ 1699 Wilhelmina Amalia Brunszwicka (1673–1742) | cesarz rzymsko-niemiecki Józef I Habsburg (1678–1711) ∞ 1699 Wilhelmina Amalia Brunszwicka (1673–1742) | elektor Bawarii Maksymilian II Emanuel Wittelsbach (1662–1726) ∞ 1695 Teresa Kunegunda Sobieska (1676–1730) | król Hiszpanii Filip V Burbon (1683–1746) ∞1714 Elżbieta Farnese (1692–1766)           | król Francji Ludwik XV Burbon (1710–1774) ∞1725 Maria Leszczyńska (1703–1768)          | książę Lotaryngii Leopold I Józef Lotaryński (1679–1729) ∞1689 Elżbieta Charlotta Orleańska (1676–1744) | cesarz rzymski Karol VI Habsburg (1685–1740) ∞1708 Elżbieta Krystyna Welf (1691–1750)      |
| Pradziadkowie                                        | król Polski August III Sas (1696–1763) ∞ 1719 Maria Józefa Habsburg (1699–1757)                     | król Polski August III Sas (1696–1763) ∞ 1719 Maria Józefa Habsburg (1699–1757)                        | Maria Amalia Habsburg (1701–1756) ∞ 1722 cesarz rzymski Karoll VII Wittelsbach (1697–1745)             | Maria Amalia Habsburg (1701–1756) ∞ 1722 cesarz rzymski Karoll VII Wittelsbach (1697–1745)                  | książę Parmy Filip I Parmeński (1720–1765) ∞1739 Maria Ludwika Burbon (1727–1759)      | książę Parmy Filip I Parmeński (1720–1765) ∞1739 Maria Ludwika Burbon (1727–1759)      | cesarz rzymski Franciszek I Lotaryński (1708–1765) ∞1736 Maria Teresa Habsburg (1717–1780)              | cesarz rzymski Franciszek I Lotaryński (1708–1765) ∞1736 Maria Teresa Habsburg (1717–1780) |
| Dziadkowie                                           | elektor Saksonii Fryderyk Krystian Wettyn (1722-1763) ∞ 1747 Maria Antonina Wittelsbach (1724–1780) | elektor Saksonii Fryderyk Krystian Wettyn (1722-1763) ∞ 1747 Maria Antonina Wittelsbach (1724–1780)    | elektor Saksonii Fryderyk Krystian Wettyn (1722-1763) ∞ 1747 Maria Antonina Wittelsbach (1724–1780)    | elektor Saksonii Fryderyk Krystian Wettyn (1722-1763) ∞ 1747 Maria Antonina Wittelsbach (1724–1780)         | książę Parmy Ferdynand I Parmeński (1751–1802) ∞1769 Maria Amalia Habsburg (1746–1804) | książę Parmy Ferdynand I Parmeński (1751–1802) ∞1769 Maria Amalia Habsburg (1746–1804) | książę Parmy Ferdynand I Parmeński (1751–1802) ∞1769 Maria Amalia Habsburg (1746–1804)                  | książę Parmy Ferdynand I Parmeński (1751–1802) ∞1769 Maria Amalia Habsburg (1746–1804)     |
| Rodzice                                              | Maksymilian Wettyn (1759–1838) ∞1792 Karolina Burbon-Parmeńska (1770–1804)                          | Maksymilian Wettyn (1759–1838) ∞1792 Karolina Burbon-Parmeńska (1770–1804)                             | Maksymilian Wettyn (1759–1838) ∞1792 Karolina Burbon-Parmeńska (1770–1804)                             | Maksymilian Wettyn (1759–1838) ∞1792 Karolina Burbon-Parmeńska (1770–1804)                                  | Maksymilian Wettyn (1759–1838) ∞1792 Karolina Burbon-Parmeńska (1770–1804)             | Maksymilian Wettyn (1759–1838) ∞1792 Karolina Burbon-Parmeńska (1770–1804)             | Maksymilian Wettyn (1759–1838) ∞1792 Karolina Burbon-Parmeńska (1770–1804)                              | Maksymilian Wettyn (1759–1838) ∞1792 Karolina Burbon-Parmeńska (1770–1804)                 |
| Fryderyk August II Wettyn (1797–1854), król Saksonii | | | | |                                                                                        |                                                                                        | |                                                                                            |